# Relação jurídica
Relação jurídica é o vínculo entre duas ou mais pessoas, ao qual as normas jurídicas atribuem efeitos obrigatórios.

## História
Historicamente, o ordenamento jurídico baseava-se no enquadramento dos sujeitos titulares de direitos e obrigações à legislação, como pode ser observado no direito romano.
No entanto, no séc. XIX surgiu na Alemanha a denominada Escola das Pandectas. Tal Escola baseava-se na interpretação da norma jurídica buscando a finalidade almejada pelo legislador no momento de tipificação e regulamentação do fato social. Foi por meio desta filosofia que surgiu o conceito de relação jurídica.
O Código Civil Alemão de 1900 - BGB, passou a incorporar a relação jurídica como fonte de observação do Direito, separando em uma parte geral sua constituição, seus efeitos e suas vicissitudes, abordando o Direito como mediador social e instrumento do bem comum.
A partir daí, portanto, o Direito passou a ser observado sob o prisma da relação jurídica como meio de formação de direitos e deveres entre sujeitos.

## Conceito
O conceito de relação jurídica é fundamental na Ciência do direito. Jhering afirmou que a relação Jurídica está para a  Ciência do Direito assim como o alfabeto está para a palavra. F.C. Savigny, em sua época, século XIX, foi o responsável por firmar de maneira mais clara o conceito de relação jurídica. 
Relação jurídica é o vinculo intersubjetivo concretizado pela ocorrência de um fato cujos efeitos são veiculados pela lei, denominado fato jurídico. Trata-se, portanto de relação social específica tipificada por uma norma jurídica.
Tal conceito advém da chamada teoria personalista, a qual tem como precursor o jurista alemão Bernhard Windscheid, entendendo ser esta o vínculo entre dois ou mais sujeitos estabelecido diante de um objeto.
“Relação jurídica é aquela através da qual juridicamente se vinculam duas pessoas, tendo por objeto um interesse.” 
Em contraposição, surgem as teorias normata e objetivista. A primeira é fundada na ideia de que a relação jurídica consiste na necessidade de determinado comportamento a partir da existência de um fato que produza efeitos jurídicos, indispensável à concretização de cada relação. Ou seja, é a relação do sujeito com a norma jurídica, a concretização da relação de fato pelo liame jurídico da norma. Desta forma, v.e. os contratos veiculam duas relações jurídicas para cada sujeito envolvido.
Já a teoria objetivista pauta-se na indeterminação do sujeito passivo. A relação jurídica não envolve somente sujeitos, mas tem caráter genérico para que possa abarcar o liame jurídico entre pessoas, pessoas e coisas e pessoas e lugares.

## Formação da Relação Jurídica
As relações jurídicas se formam pela incidência de normas jurídicas em fatos sociais. Em sentido amplo, os acontecimentos que instauram, modificam ou extinguem relações jurídicas.
- Relações jurídicas fundamentais: decorrem da lei e estabelecem direitos fundamentais.

Ex: respeitando o direito do outro em sociedade.
Para existir relação jurídica é preciso a presença de dois requisitos. "Em primeiro lugar uma relação intersubjetiva, ou seja, um vínculo entre duas ou mais pessoas. Em segundo lugar, que esse vínculo corresponda a uma hipótese normativa, de tal maneira que derivem consequências obrigatórias o plano da experiência."
Denomina-se fato propulsor ou fato jurídico o acontecimento concretizador da norma abstrata formando a relação intersubjetiva.
- “A relação jurídica tem como pressuposto um fato que adquire significação jurídica se a lei o tem como idôneo à produção de determinados efeitos, estatuídos ou tutelados. Assim todo evento, já um acontecimento natural, já uma ação humana, converte-se em fato jurídico, se em condições de exercer essa função. Ao incorporar significação jurídica,  o fato origina uma relação concreta e típica entre sujeitos determinados ou determináveis.” [3]

## Elementos da relação jurídica
São elementos caracterizadores da relação jurídica:
Sujeitos da relação jurídica: Relação de homem para homem cada qual possui uma situação jurídica própria, consistente na posição ocupada na relação jurídica como titular de direitos e deveres. A situação jurídica ativa corresponde à posição de agente portador de direito subjetivo, enquanto a situação jurídica passiva, a de possuidor de dever jurídico.
a) Sujeito ativo - é o credor da prestação ou obrigação principal ou o beneficiário principal da relação. Titular do direito subjetivo.
b) Sujeito passivo - titular do dever jurídico, devedor da prestação principal.
- Obs.: Esses sujeitos terão obrigações que se dividem em dar, fazer e não fazer.

Todavia, há situações em que o sujeito de direito ainda não existe, v.e. herança jacente. Predomina a doutrina que aceita a falta provisória de sujeito ou expectativa de direito.
c) Vínculo de atributividade - liame, reconhecido juridicamente, entre os sujeitos. Pode ocorrer por meio de lei, ou acordo de vontades, na figura dos contratos. A inexistência do vínculo acarreta a inexistência da relação jurídica.
d) Objeto - elemento motriz da relação, é a pessoa, a prestação ou a coisa sobre a qual recai o vínculo de atributividade. A relação jurídica gira em torno do objeto.

## Classificação
A relação jurídica pode ser:
a) Simples: veicula somente um direito subjetivo
b) Complexa: veicula mais de um direito subjetivo, com titulares diversos;
c) Plúrima: veicula mais de um direito subjetivo, oriundos de um único titular.
d) Pública ou Privada: dependendo do interesse público ou privado, respectivamente, acobertado pela relação jurídico. Como espécies  das relações privadas tem-se as relações patrimoniais ou extrapatrimoniais, suscetíveis ou não de apreciação pecuniária. As relações patrimoniais dizem respeito aos direitos reais e pessoais, enquanto as extrapatrimoniais, à personalidade e à família.
e) Absoluta ou Relativa: as relações absolutas tratam de direito de imposição universal, o qual deve ser respeitado por todos. Já as relativas tratam de direitos cuja eficácia é circunscrita a determinadas pessoas.